# ATP World Tour Finals 2016
La ATP World Tour Finals Londres 2016 es la 47.ª edición de la ATP World Tour Finals, que se celebró en Londres (Reino Unido) entre el 14 y el 20 de noviembre de 2016.
El ATP World Tour Finals (también conocido como el Barclays ATP World Tour Finals por razones de patrocinio) es un torneo profesional de tenis, jugado en canchas duras bajo techo, y celebrado cada año en noviembre en el O2 Arena de Londres. Las Finales ATP World Tour son los campeonatos que terminan la temporada de la Asociación de Tenistas Profesionales (ATP), con los ocho mejores jugadores de individuales y equipos de dobles de la ATP Rankings.
A diferencia de la mayoría de los otros eventos en el circuito masculino, el ATP World Tour Finals no es un simple torneo de eliminación directa. Ocho jugadores se dividen en dos grupos de cuatro, y juegan todos contra todos. A partir de ahí, los dos jugadores con los mejores registros en cada grupo avanza a las semifinales, con la reunión de los ganadores en la final para determinar el campeón. Los ganadores se otorgan hasta 1500 puntos para el ranking.

## Torneo
El ATP World Tour Finals 2016 se llevará a cabo desde el 14 al 20 de noviembre en el O2 Arena en Londres, Reino Unido. Es la 47.ª edición del torneo (42.ª en dobles). Es dirigido por la Asociación de Tenistas Profesionales (ATP) y es parte del ATP World Tour 2016. El evento se llevará a cabo en canchas duras sobre techo. Sirve como el campeonato de fin de año para los jugadores en la ATP Tour.
Los ocho jugadores que clasifiquen al evento serán divididos en dos grupos de 4 jugadores. Durante este lapso, los jugadores competirán en un formato de round-robin (los jugadores jugarán todos contra todos en sus respectivos grupos).
Los dos jugadores con mejores resultados en cada grupo, avanzará a las semifinales, donde los ganadores de cada grupo se verán las caras con las segundas de cada grupo. Esta etapa, es una ronda de eliminación directa. La competición de dobles usa el mismo formato.

### Formato
El ATP World Tour Finals tiene un round-robin, con ocho jugadores/equipos divididos en dos grupos de cuatro. Los ocho cabeza de series están determinados por el Ranking de la ATP y el Ranking de Equipos en Dobles de la ATP el lunes después del último torneo del ATP World Tour del año. Todos los partidos en individuales son al mejor de tres sets con tie-break en cada set, incluida la final. Todos los partidos de dobles son a dos sets y un Super Tie-break.

## Puntos y premios en efectivo
| Escenario                           | Individuales    | Dobles1       | Puntos   |
| ----------------------------------- | --------------- | ------------- | -------- |
| Campeón                             | RR + $1,455,000 | RR + $226,000 | RR + 900 |
| Finalista                           | RR + $475,000   | RR + $76,000  | RR + 400 |
| Victoria por partido en Round Robin | $155,000        | $30,000       | 200      |
| Pago por participación              | $155,000        | $76,000       | —        |
| Suplentes                           | $85,000         | $30,000       | —        |

- RR es puntos o premios en efectivo ganados en el Round Robin.
- 1 Premios en efectivos en dobles es por equipo.

## Clasificación
Los ocho mejores jugadores (o equipos) con la mayor cantidad de puntos acumulados en Grand Slam, ATP World Tour, y Copa Davis durante todo el año calificarán al ATP World Tour Finals 2016. Los puntos contables, incluyen a los ingresados durante todo el calendario tenístico 2016, así como los puntos en la conseguidos en la final de la Copa Davis 2015 y los últimos torneos Challengers del año pasado, posteriores al ATP World Tour Finals 2015.
Para clasificar, un jugador que acabe la temporada pasada en el top-30 debe de competir obligatoriamente en los cuatro torneos de Grand Slam y en los ocho torneos ATP World Tour Masters 1000 a excepción de Montecarlo que no es obligatoria su presentación durante la temporada 2016. También se pueden contabilizar sus seis mejores resultados en torneos ATP World Tour 500, ATP World Tour 250 y otros eventos (Challengers, Futures, Copa Davis, Olimpiadas) dependiendo de su ranking. Para contar esos mejores seis resultados, los jugadores deben tener que participar en Torneos ATP World Tour 500 – cuatro por año (al menos uno después del US Open).
Adicionalmente, las jugadores ya no se comprometerán a inscribirse en los eventos 500 con 12 semanas de anticipación, sino que lo podrán hacer con 6 semanas de anticipación. Si un jugador decide jugar en un Grand Slam o ATP World Tour Masters 1000, este debe de contabilizar los puntos obtenidos, incluso sí sumó "cero puntos" porque se perdió el evento. Sí un jugador no juega suficientes torneos ATP 500 y no tiene una aparición en un ATP 250 o en un Challenger con un mejor resultado, la Copa Davis es tomada en cuenta en lugar de los ATP 500 (sí el jugador archivó mejores resultados en los torneos mencionados anteriormente). Sí un jugador no juega suficientes ATP 250 o torneos Challenger, el World Team Championship es contabilizado en lugar de los ATP 250 (si el jugador archivó mejores resultados en los torneos mencionados anteriormente). Sí un jugadorno se puede presentar en todas las categorías requeridas (por una lesión), todos los resultados de los ATP 250 o Challenger son incluidos en los 18 torneos sumatorios para el Finals. En parejas, los puntos de los Challenger están excluidos.
El ATP World Tour Finals 2016 cuenta como un 19.º Torneo adicional, que brinda puntos y podría variar el ranking de los ocho clasificados al final de temporada, mientras que los puntos de la Final de la Copa Davis 2016 son contabilizados para la clasificación a Londres del siguiente año.
Sí un jugador (o equipo) gana uno de los cuatro torneos Grand Slams durante el año, pero finaliza fuera de los ocho primeros en el ranking de fin de año (y fuera del top 20), estarán clasificados en lugar del jugador (o equipo) ranqueado octavo. Si dos jugadores (o equipos) están en esta situación, el ranqueado más bajo de los dos se le dará la posición como el Primer suplente por encima del Octavo Clasificado.

## Carrera al Campeonato

### Individuales
Ranking actualizado al 4 de noviembre del 2016. Aquellos jugadores en Azul se encuentran disputando en París
| AUS       | FRA                   | WIM     | USO     | IW      | MI      | MO      | MA     | RO     | CA     | CI     | SH     | PA     | 1      | 2      | 3      | 4      | 5      | 6      |        |        |        |    |
| 1         | Andy Murray           | F 1200  | F 1200  | G 2000  | CF 360  | R32 45  | R32 45 | SF 360 | F 600  | G 1000 | A 0    | F 600  | G 1000 | G 1000 | G 500  | G 500  | G 500  | CD 275 |        |        | 11,185 | 16 |
| 2         | Novak Djokovic        | G 2000  | G 2000  | R32 90  | F 1200  | G 1000  | G 1000 | R32 10 | G 1000 | F 600  | G 1000 | A 0    | SF 360 | CF 180 | G 250  | CF 90  |        |        |        |        | 10,780 | 14 |
| 3         | Stan Wawrinka         | R16 180 | SF 720  | R64 45  | G 2000  | R16 90  | R64 10 | CF 180 | R32 10 | R16 90 | SF 360 | R16 90 | R16 90 | R32 10 | G 500  | G 250  | G 250  | F 150  | CF 90  | CF 45  | 5,160  | 20 |
| 4         | Milos Raonic          | SF 720  | R16 180 | F 1200  | R64 45  | F 600   | CF 180 | CF 180 | CF 180 | R32 45 | CF 180 | SF 360 | R16 90 | SF 360 | F 300  | G 250  | SF 180 | R16 0  |        |        | 5,050  | 17 |
| 5         | Kei Nishikori         | CF 360  | R16 180 | R16 180 | SF 720  | CF 180  | F 600  | A 0    | SF 360 | SF 360 | F 600  | R16 90 | A 0    | R16 90 | F 300  | F 300  | G 250  | CF 45  | R16 45 | R16 45 | 4,750  | 20 |
| 6         | Gael Monfils          | CF 360  | A 0     | R128 10 | SF 720  | CF 180  | CF 180 | F 600  | R32 45 | R64 10 | SF 360 | R16 90 | R16 90 | A 0    | G 500  | F 300  | SF 180 | R16 0  | R32 0  |        | 3,625  | 16 |
| 7         | Marin Čilić           | R32 90  | R128 10 | CF 360  | R32 90  | CF 180  | R32 45 | A 0    | A 0    | A 0    | R32 10 | G 1000 | R32 10 | SF 360 | G 500  | SF 180 | F 150  | F 150  | CF 90  | CF 45  | 3,450  | 22 |
| 8         | Rafael Nadal          | R128 10 | R32 90  | A 0     | R16 180 | SF 360  | R64 10 | G 1000 | SF 360 | CF 180 | A 0    | R16 90 | R32 10 | A 0    | G 500  | SF 180 | F 150  | SF 90  | CF 90  |        | 3,300  | 15 |
| 9         | Dominic Thiem         | R32 90  | SF 720  | R64 45  | R16 180 | R16 90  | R16 90 | R16 90 | R64 10 | CF 180 | R32 10 | CF 180 | A 0    | R32 10 | G 500  | G 250  | G 250  | G 250  | SF 180 | SF 180 | 3,260  | 27 |
| Suplentes |                       |         |         |         |         |         |        |        |        |        |        |        |        |        |        |        |        |        |        |        |        |    |
| 10        | Tomáš Berdych         | CF 360  | CF 360  | SF 720  | A 0     | R16 90  | CF 180 | R32 10 | CF 180 | R16 90 | CF 180 | R16 90 | R32 10 | R16 90 | G 250  | SF 90  | SF 90  | SF 90  | CF 90  | R32 0  | 2,970  | 21 |
| 11        | David Goffin          | R16 180 | CF 360  | R16 180 | R128 10 | SF 360  | SF 360 | R16 90 | R64 10 | CF 180 | R16 90 | R32 45 | CF 180 | R16 90 | SF 90  | SF 90  | CF 90  | CD 75  | CF 45  | R16 45 | 2,825  | 25 |
| 12        | Nick Kyrgios          | R32 90  | R32 90  | R16 180 | R32 90  | R64 10  | SF 360 | A 0    | CF 180 | R16 90 | R64 10 | R32 45 | R32 45 | A 0    | G 500  | G 250  | G 250  | SF 180 | R16 0  | R32 0  | 2,460  | 18 |
| 13        | Jo-Wilfried Tsonga    | R16 180 | R32 90  | CF 360  | CF 360  | CF 180  | R32 45 | SF 360 | R16 90 | A 0    | A 0    | R32 10 | CF 180 | CF 180 | F 300  | SF 90  | CF 45  | R32 0  |        |        | 2,550  | 17 |
| 14        | Roberto Bautista Agut | R16 180 | R16 180 | R32 90  | R32 90  | R32 45  | R16 90 | R16 90 | R16 90 | R32 45 | A 0    | R64 10 | F 600  | R32 10 | G 250  | G 250  | F 150  | SF 90  | CF 90  | CF 90  | 2,350  | 26 |
| 15        | Lucas Pouille         | R128 10 | R64 45  | CF 360  | CF 360  | R128 10 | R16 90 | R16 90 | R32 70 | SF 376 | R32 45 | R64 10 | R16 90 | R16 90 | G 250  | F 150  | F 60   | CF 45  | R16 45 | R16 20 | 2,186  | 25 |
| 16        | Roger Federer         | SF 720  | A 0     | SF 720  | A 0     | A 0     | A 0    | CF 180 | A 0    | R16 90 | A 0    | A 0    | A 0    | A 0    | SF 180 | F 150  | SF 90  |        |        |        | 2,130  | 7  |
| 17        | Grigor Dimitrov       | R32 90  | R128 10 | R32 90  | R16 180 | R64 10  | R16 90 | R32 45 | R64 10 | R64 10 | CF 180 | SF 360 | R32 45 | R16 90 | F 300  | F 150  | F 150  | SF 90  | SF 90  | SF 90  | 2,125  | 19 |
| 18        | John Isner            | R16 180 | R16 180 | R32 90  | R32 90  | R16 90  | R64 10 | A 0    | A 0    | A 0    | R32 45 | R32 45 | R64 10 | F 600  | F 150  | SF 90  | CF 90  | CF 90  | CF 45  | R16 45 | 1,850  | 21 |
| 19        | Richard Gasquet       | A 0     | CF 360  | R16 180 | R128 10 | R16 90  | R16 90 | R32 45 | R16 90 | R16 90 | A 0    | R32 45 | R64 10 | R16 90 | G 250  | G 250  | F 150  | CF 45  | CF 45  | R16 45 | 1,795  | 19 |
| 20        | David Ferrer          | CF 360  | R16 180 | R64 45  | R32 90  | A 0     | R16 90 | A 0    | R16 90 | R16 90 | A 0    | R64 10 | R64 10 | R32 10 | SF 180 | SF 90  | SF 90  | SF 90  | SF 90  | CF 45  | 1,830  | 21 |
| 21        | Ivo Karlović          | R128 10 | R32 90  | R64 45  | R16 180 | A 0     | A 0    | A 0    | R64 10 | R64 10 | R16 90 | R64 10 | R64 10 | R32 45 | F 300  | G 250  | G 250  | SF 180 | SF 90  | SF 90  | 1,795  | 24 |

### Dobles
Ranking actualizado al 6 de noviembre del 2016. Aquellas parejas en Azul se encuentran jugando en París.
| 1         | Pierre-Hugues Herbert Nicolas Mahut     | G 2000 | G 1000  | G 1000 | G 1000 | SF 720  | F 600   | G 500   | SF 360  | SF 360 | R16 180 | F 150  | R32 90  | CF 45  |        |        |         |        |        | 8,005 | 13 |
| 2         | Jamie Murray Bruno Soares               | G 2000 | G 2000  | F 600  | F 600  | CF 360  | G 250   | SF 180  | CF 180  | CF 180 | CF 180  | CF 180 | R16 180 | SF 90  | CF 90  | CF 90  | CF 90   | R16 0  | R32 0  | 7,250 | 20 |
| 3         | Feliciano López Marc López              | G 2000 | SF 720  | SF 360 | F 300  | G 250   | SF 180  | CF 180  | CF 180  | CF 90  | R16 90  | R32 90 | R16 0   | R16 0  | R32 0  | R32 0  | R32 0   | R32 0  |        | 4,440 | 17 |
| 4         | Bob Bryan Mike Bryan                    | F 1200 | G 1000  | G 500  | SF 360 | SF 360  | SF 360  | CF 360  | CF 360  | G 250  | SF 180  | SF 180 | CF 180  | CF 180 | CF 180 | CF 180 | R16 180 | F 150  | SF 90  | 6,430 | 20 |
| 5         | Henri Kontinen John Peers               | F 600  | G 1000  | G 500  | CF 360 | G 250   | G 250   | SF 180  | SF 180  | SF 180 | CF 180  | CF 180 | CF 180  | R32 90 | R32 90 | R32 90 | R16 0   | R16 0  | R32 0  | 4,310 | 22 |
| 6         | Ivan Dodig Marcelo Melo                 | G 1000 | G 1000  | SF 720 | SF 360 | SF 360  | R16 180 | R16 180 | F 150   | CF 90  | R16 90  | R16 0  | R16 0   | R32 0  | R64 0  |        |         |        |        | 4,130 | 14 |
| 7         | Raven Klaasen Rajeev Ram                | SF 720 | F 600   | G 500  | CF 360 | F 300   | CF 180  | CF 180  | F 150   | SF 90  | SF 90   | CF 90  | R16 90  | R32 90 | R32 90 | R16 0  | R16 0   | R16 0  | R16 0  | 3,690 | 21 |
| 8         | Treat Huey Max Mirnyi                   | SF 720 | G 500   | CF 360 | SF 360 | SF 180  | CF 180  | CF 180  | R16 180 | SF 90  | SF 90   | CF 90  | R16 90  | R16 90 | CF 45  | R16 0  | R16 0   | R16 0  | R64 0  | 3,155 | 21 |
| Suplentes |                                         |        |         |        |        |         |         |         |         |        |         |        |         |        |        |        |         |        |        |       |    |
| 9         | Jean-Julien Rojer Horia Tecău           | G 1000 | F 600   | CF 360 | SF 180 | SF 180  | R16 180 | SF 90   | CF 90   | CF 90  | R32 90  | R16 0  | R16 0   | R16 0  | R16 0  | R16 0  | R32 0   | R32 0  | R64 0  | 2,860 | 17 |
| 10        | Juan Sebastian Cabal Robert Farah       | G 500  | SF 360  | G 250  | G 250  | G 250   | SF 180  | SF 180  | R16 180 | F 150  | CF 90   | R16 90 | R32 90  | R16 0  | R16 0  | R32 0  | R32 0   | R64 0  | R64 0  | 2,570 | 22 |
| 11        | Olivier Marach Fabrice Martin           | F 300  | G 250   | G 250  | SF 180 | SF 180  | R16 180 | F 150   | F 150   | SF 90  | SF 90   | SF 90  | SF 90   | SF 90  | CF 90  | R32 90 | R32 90  | R32 90 | R16 45 | 2,495 | 22 |
| 12        | Julien Benneteau Edouard Roger-Vasselin | F 1200 | CF 360  | SF 360 | SF 180 | R16 180 | CF 90   | R16 90  | R16 0   | R32 0  | R32 0   | R32 0  | R64 0   | R64 0  |        |        |         |        |        | 2,280 | 13 |
| 13        | Pablo Cuevas Marcel Granollers          | SF 720 | CF 360  | F 300  | CF 180 | CF 180  | R16 180 | R16 90  | R16 90  | R16 90 | R32 0   | R32 0  | R64 0   |        |        |        |         |        |        | 2,190 | 12 |
| 14        | Rohan Bopanna Florin Mergea             | F 600  | SF 360  | CF 360 | CF 180 | R16 180 | R16 180 | F 150   | CF 90   | R16 0  | R16 0   | R16 0  | R32 0   | R32 0  |        |        |         |        |        | 2,100 | 13 |
| 15        | Mate Pavić Michael Venus                | G 250  | G 250   | G 250  | G 250  | R16 180 | F 150   | F 150   | F 150   | F 150  | SF 90   | SF 90  | SF 90   | R32 90 | R16 0  | R16 0  | R16 0   | R64 0  | R64 0  | 2,140 | 18 |
| 16        | Vasek Pospisil Jack Sock                | F 600  | F 600   | CF 360 | CF 180 | R16 180 | R32 90  | R32 0   |         |        |         |        |         |        |        |        |         |        |        | 2,010 | 7  |
| 17        | Łukasz Kubot Alexander Peya             | SF 720 | CF 360  | F 300  | F 300  | CF 90   | R16 0   | R32 0   | R32 0   | R64 0  |         |        |         |        |        |        |         |        |        | 1,770 | 9  |
| 18        | Daniel Nestor Radek Štěpánek            | F 1200 | CF 90   | CF 90  | R16 90 | R16 90  | R32 0   | R32 0   | R32 0   |        |         |        |         |        |        |        |         |        |        | 1,560 | 8  |
| 19        | Philipp Petzschner Alexander Peya       | F 300  | F 300   | CF 180 | F 150  | CF 90   | CF 45   | CF 45   | CF 45   | R16 0  | R16 0   | R64 0  |         |        |        |        |         |        |        | 1,065 | 9  |
| 20        | Eric Butorac Scott Lipsky               | G 250  | R16 180 | F 150  | SF 90  | CF 90   | R32 90  | CF 45   | CF 45   | CF 45  | R16 0   | R16 0  | R16 0   | R16 0  | R16 0  | R32 0  | R64 0   |        |        | 985   | 16 |

## Finales

### Individuales
| Fecha      | Partido         | Partido | Partido            | Resultado |
| ---------- | --------------- | ------- | ------------------ | --------- |
| 20.11.2016 | Andy Murray [1] | 2-0     | Novak Djokovic [2] | 6-3, 6-4  |

### Dobles
| Fecha      | Partido                       | Partido | Partido                      | Resultado        |
| ---------- | ----------------------------- | ------- | ---------------------------- | ---------------- |
| 20.11.2016 | Henri Kontinen John Peers [5] | 2-1     | Raven Klaasen Rajeev Ram [7] | 2-6, 6-1, [10-8] |